# Toma Bašić
Toma Bašić (Zagreb, 25. studenoga 1996.) hrvatski je nogometaš i reprezentativac koji trenutačno nastupa za Lazio. Igra na poziciji veznjaka.

## Klupska karijera
Kao rođeni Zagrepčanin, u mlađim kategorijama nastupao je za klubove iz svoga rodnog grada. Nogomet je počeo igrati u svom kvartovskom klubu, NK Dubravi. Godine 2007. njegov talent primjetili su u tadašnjem hrvatskom prvoligašu NK Zagrebu. U Zagrebu je proveo sedam godina i pritom prešao u splitski Hajduk.
U Hajduku su ga prvo odlučili poslati na posudbu u NK Rudeš do kraja sezone. Po završetku posudbe vratio se u Hajduk u kojem je igrao većinom za rezervni sastav. Svoju šansu u prvom sastavu dočekao je 10. kolovoza 2015., kada je debitirao u utakmici protiv Lokomotive. Prvi ligaški pogodak za seniorski sastav postigao je 14. svibnja 2016. u utakmici protiv svojeg bivšeg kluba, Zagreba.
U kolovozu 2018. potpisao je četverogodišnji ugovor s francuskim prvoligašem Bordeauxom. Za ovaj transfer je splitski Hajduk inkasirao 3,5 milijuna eura, što je jedan od najvećih transfera u povijesti kluba. Svoj prvi nastup za Bordeaux upisao je 12. kolovoza 2018. u domaćem porazu (0:2) od Strasbourga. Prvi pogodak za francuski klub postigao je 19. prosinca 2018. godine u utakmici kupa protiv Dijona. Bašić je na toj utakmici bio jedini strijelac i omogućio je svojoj momčadi iduću fazu natjecanja.

## Reprezentativna karijera
Bašić je do sada nastupao samo za omladinske reprezentacije Hrvatske. Svoj prvi seniorski nastup za reprezentaciju upisao je 11. studenoga 2020. u prijateljskoj utakmici protiv Turske.

### Reprezentativna statistika
Zadnji put ažurirano 11. studenoga 2020.
| Reprezentacija | Godina | Odigrane utakmice | Golovi |
| -------------- | ------ | ----------------- | ------ |
| Hrvatska       | 2020.  | 1                 | 0      |
| Ukupno         | Ukupno | 1                 | 0      |

## Vanjske poveznice
- Profil, Hrvatski nogometni savez
- Profil, Soccerway (engl.)
- Profil, Transfermarkt (engl.)